# Bulbophyllum thelantyx
Bulbophyllum thelantyx är en orkidéart som beskrevs av Jaap J. Vermeulen. Bulbophyllum thelantyx ingår i släktet Bulbophyllum och familjen orkidéer. Inga underarter finns listade i Catalogue of Life.